# Cuando florezcan los rosales

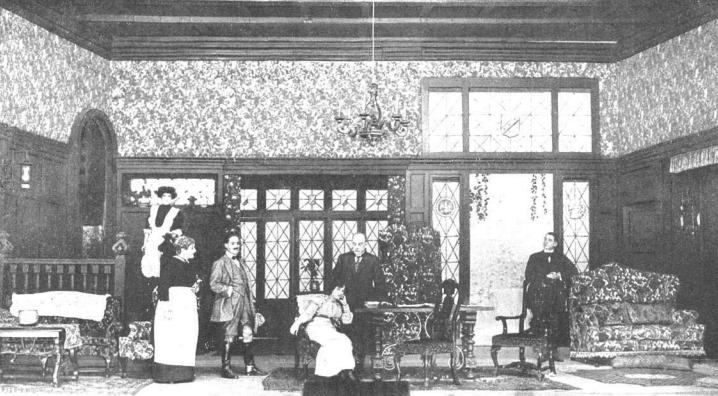
Imagen de una escena del estreno en 1913

Cuando florezcan los rosales es una obra de teatro en tres actos, de Eduardo Marquina, estrenada en 1913.

## Argumento
En la Navarra rural de principios del siglo XX, el Doctor Ayezcua habita en su caserón con su pasional hija biológica Águeda y su enfermiza hija adoptiva Lolín, que padece anemia. Ambas se enamoran del joven y apuesto Jorge Valtierra. El ayudante del Doctor, Salazar, a su vez prendado de Águeda, intenta impedir la pasión entre ésta y Jorge, especialmente en consideración a la desvalida Lolín. Demasiado tarde, ya que Águeda y Jorge se han declarado su mutuo amor. Enterado el padre, ruega a su hija biológica que se abandone esa pasión que, de enterarse, llevaría a la tumba a su hermana Lolín. Ella acepta el sacrificio y termina casándose con Salazar.

## Estreno
- Teatro de la Princesa, Madrid, febrero de 1913.
- Intérpretes: María Guerrero (Águeda), Fernando Díaz de Mendoza (Salazar), María Fernanda Ladrón de Guevara (Lolín), Ernesto Vilches (Valtierra), Alfredo Cirera (Ayezcua).

La obra se repuso en 1924 por la Compañía de Josefina Díaz y Santiago Artigas.